# Исаев, Алексей Михайлович
Алексе́й Миха́йлович Иса́ев (11 [24] октября 1908, Санкт-Петербург, Российская империя — 25 июня 1971, Москва, СССР) — советский инженер-двигателист. Соавтор самолёта БИ-1. Изобрёл ЖРД закрытого цикла. Герой Социалистического Труда. Лауреат Ленинской премии, Сталинской премии и Государственной премии СССР.

## Биография
Родился 11 (24) октября 1908 года в Санкт-Петербурге, в семье приват-доцента Петербургского университета М. М. Исаева.
В декабре 1931 года окончил механическое отделение Московского горного института им. Сталина. Работал в крупных проектных организациях, в том числе на Магнитогорском металлургическом комбинате.
В октябре 1934 года был принят конструктором бригады механизмов и шасси в ОКБ В. Ф. Болховитинова на авиационном заводе № 22, где занимался разработкой шасси дальнего бомбардировщика ДБ-А и ближнего бомбардировщика «С».
С 1939 года работал в роли ведущего конструктора опытного самолёта «И».
С июля 1940 года КБ В. Ф. Болховитинова приступило к разработке ближнего истребителя «БИ-1» — первого в СССР полноценного самолёта с жидкостным ракетным двигателем, на котором 15 мая 1942 года лётчик Г. Я. Бахчиванджи совершил первый полёт. А. М. Исаев сначала работал над доводкой существующего двигателя самолёта (предоставленного НИИ-3), позднее — над созданием нового двигателя РД-1 для этого самолёта.
В 1944 году назначен главным конструктором КБ.
В период с 3 июля по 8 сентября 1945 года находился в Германии в составе группы специалистов, изучавших немецкую ракетную технику.
В 1946 году по идее А. М. Исаева в его КБ была испытана цельносварная камера сгорания ЖРД, обеспечившая значительно более надёжную работу двигателя, чем применявшиеся ранее камеры.
В 1947 году в НИИ-1 МАП СССР было создано ОКБ-2 под руководством А. М. Исаева, которое приняло участие в работах по ракетной технике. В мае 1948 года оно было передано в НИИ-88 Министерства вооружения СССР, где преобразовалось в отдел № 9 Специального конструкторского бюро.
В этот период ОКБ Исаева отработало двигатель У-2000 для ракеты класса «земля-воздух» и двигатель У-400-2 для крылатой ракеты класса «воздух-море». При разработке двигателя тягой 8 тс для ракеты «205» С. А. Лавочкина разработчики столкнулись с необъяснимыми явлениями: ЖРД взрывался на стенде на первых секундах работы. Позднее выяснилось, что виной тому — низкочастотные колебания (англ. chugging). Исаев решил проблему установкой антипульсационных перегородок. В дальнейшем метод Исаева широко применялся в конструкциях советских ракет.
В 1952 году на базе отдела № 9 было образовано ОКБ-2 НИИ-88. Успехи Исаева заинтересовали С. П. Королёва, который применил восьмитонный двигатель Исаева на высококипящих компонентах в своей ракете малой дальности Р-11 и её флотской модификации Р-11ФМ. Это положило основу дальнейшего использования ЖРД КБ Исаева на флотских ракетах, даже после передачи этой тематики от Королёва в СКБ-385 В. П. Макеева.
C 1954 года разрабатывались новые ЖРД с ТНА для второй ступени ракет ЗРК С-75 и четырёхкамерный ЖРД для ускорителей межконтинентальной крылатой ракеты «Буря».
В декабре 1958 году ОКБ-2 А. М. Исаева и ОКБ-3 Д. Д. Севрука объединились в ОКБ-2 НИИ-88 под руководством А. М. Исаева, которое в январе 1959 года по приказу Государственного комитета по оборонной технике выделилось из НИИ-88.
ОКБ разработало тормозную двигательную установку (ТДУ) для будущего космического корабля «Восток», которая в дальнейшем была применена и на «Восходе» и спутниках фоторазведки «Зенит-2».

…Никита Сергеевич, широко улыбаясь… говорил приятности, чокался. Королёв представил ему Исаева:
— А это, — сказал Сергей Павлович, — тот самый человек, который тормозит всё наше дело…
Хрущёв понял, рассмеялся, снова благодарил.
— Я. К. Голованов. Королёв: факты и мифы
Для последующих советских управляемых кораблей КБ Исаева разрабатывало уже КТДУ — корректирующе-тормозные двигательные установки, которые использовались во всех космических кораблях серии «Союз». Кроме того, КТДУ КБ Исаева применялись на всех советских и российских орбитальных станций серии «Салют», «Мир» и, частично, на МКС, в непилотируемых спутниках («Молния», «Космос») и межпланетных космических аппаратах «Луна», «Марс», «Венера», «Зонд».
По программе Н1-Л3 для полёта человека на Луну были разработаны КТДУ для лунного орбитального корабля (ЛОК) и первый в СССР кислородно-водородный ЖРД.
В 1967 году ОКБ-2 было переименовано в Конструкторское бюро химического машиностроения (КБХМ).
Доктор технических наук (25.4.1959), профессор.
А. М. Исаев выступил одним из консультантов фильма Даниила Храбровицкого «Укрощение огня».
Скоропостижно скончался 25 июня 1971 года. Похоронен в Москве на Новодевичьем кладбище (участок № 4).
Жена — Алевтина Дмитриевна
Сын — Пётр Алексеевич
Сестра — Исаева Вера Михайловна

## Награды и звания
- Герой Социалистического Труда (20 апреля 1956 года) — за успешное выполнение заданий Правительства по созданию баллистической ракеты
- Сталинская премия третьей степени (1948) — за разработку конструкции нового двигателя для самолётов.
- Ленинская премия (1958)
- Государственная премия СССР (1968)
- четыре ордена Ленина (16.9.1945, 20.4.1956, 17.6.1961, 1968)
- орден Октябрьской революции (9.6.1971)
- медали

## Память
- С 1975 года — почётный гражданин города Калининград (ныне Королёв).
- В 1978 и 1988 году изданы художественные маркированные конверты.
- Имя Исаева носит одна из центральных улиц Королёва.
- Его именем назван кратер на Луне.
- В честь А. М. Исаева названа гора в Антарктиде (гора Исаева, Земля Мак-Робертсона, 70°46′ ю.ш., 66°10′ в.д., гора исследована Советской Антарктической экспедицией в 1972—1973 гг.)[2].
- В 2008 году в честь А. М. Исаева назван астероид (14834) Исаев, открытый в 1987 году советским астрономом Л. И. Черных.
- В 2002 году в Королёве на доме, в котором он жил, установлена мемориальная доска[3].
- Имя А. М. Исаева присвоено КБ химического машиностроения.
- В 2018 году установлен бюст в городе Королёв (Московская область) на проспекте Королёва. Скульптор — Вячеслав Пилипер[4].

### Фильм
- ЦСДФ (РЦСДФ) (1979). «Конструктор Исаев». Документальный фильм.  20 мин. {{cite episode}}: |series= пропущен или пуст (справка)